# 허바드족제비여우원숭이
허바드족제비여우원숭이(Lepilemur hubbardi)는 족제비여우원숭이과에 속하는 여우원숭이의 일종이다. 원 서식지는 마다가스카르이다. 꼬리 길이는 23 ~ 25 cm이며, 전체 몸 길이는 약 51 ~ 59 cm이다. 허바드족제비여우원숭이는 마다가스카르 남서부에서 발견되며, 건조한 천이 지대 숲에서 산다.